# Vigo Meano
Vigo Meano è una frazione del comune di Trento.
Insieme a Cortesano, Gardolo di Mezzo, Gazzadina, San Lazzaro e Meano forma la circoscrizione amministrativa numero 2 di Meano di Trento.

## Geografia fisica

### Territorio
L'insediamento è situato su un terrazzamento posto sull'altopiano del Calisio. Dal punto di vista geologico lo strato superficiale morenico appoggia sulla linea d'incontro tra le formazioni di roccia arenaria del Permiano e le colate di porfido atesine.

## Storia
Il nome "Vigo" deriva dal Latino volgare "Vicus", ossia villaggio.
Nel XIX secolo, spinti dal desiderio di una completa autonomia, gli abitanti presentarono le loro istanze presso le autorità. Così, Vigo venne elevata a curazia locale indipendente. 
Per la sua natura geologica la zona è stata interessata per molto tempo da attività di estrazione mineraria.

## Monumenti e luoghi d'interesse

### Architetture religiose
- Chiesa dell'Immacolata, edificata nel 1861 dove sorgeva la cappella di San Rocco.[4]
- Chiesa dei Santi Pietro e Paolo Apostoli, situata tra Vigo Meano e Cortesano, è documentata dal 1315 ma potrebbe risalire al XI secolo.[5][6]
- Cappella della Madonna dei Prati, edificata nel 1700.

## Cultura

### Istruzione

#### Scuole
A Vigo Meano è presente la scuola primaria "Italo Calvino". 

## Economia
L'estrazione di pietra calcarea ha permesso lo sfruttamento industriale ed artigianale di questo materiale, specialmente nel passato, sia per il suo utilizzo diretto a scopo architettonico-ornamentale sia per il commercio che ne derivava.